# Giacomo Simoncini
Giacomo Simoncini, född den 30 november 1994 i Borgo Maggiore, är en sanmarinsk politiker som har fungerat som landets statschef. Han valdes tillsammans med Francesco Mussoni och de tillträddes den 1 oktober 2021. Han representerar Socialistpartiet.
Simoncini är en utexaminerad kemilärare. Han studerade farmaci vid universitetet i Bologna. Då Simoncini var 18 år gammal blev han medlem i Socialistpartiet.
Simoncini är en inflytelserik person inom sport och har fungerat som direktionsmedlem för SS Murata sedan 2017.